# Vành đai Không giáo phái

Bản đồ thể hiện những tôn giáo và giáo phái phổ biến nhất trong các tiểu bang của Hoa Kỳ, căn cứ theo kết quả Khảo sát Nhận diện Tôn giáo Hoa Kỳ (American Religious Identification Survey - ARIS) do Viện nghiên cứu Chủ nghĩa thế tục trong văn hóa và xã hội thực hiện. Những bang màu xám không có tôn giáo nào chiếm vị trí đa số cả.

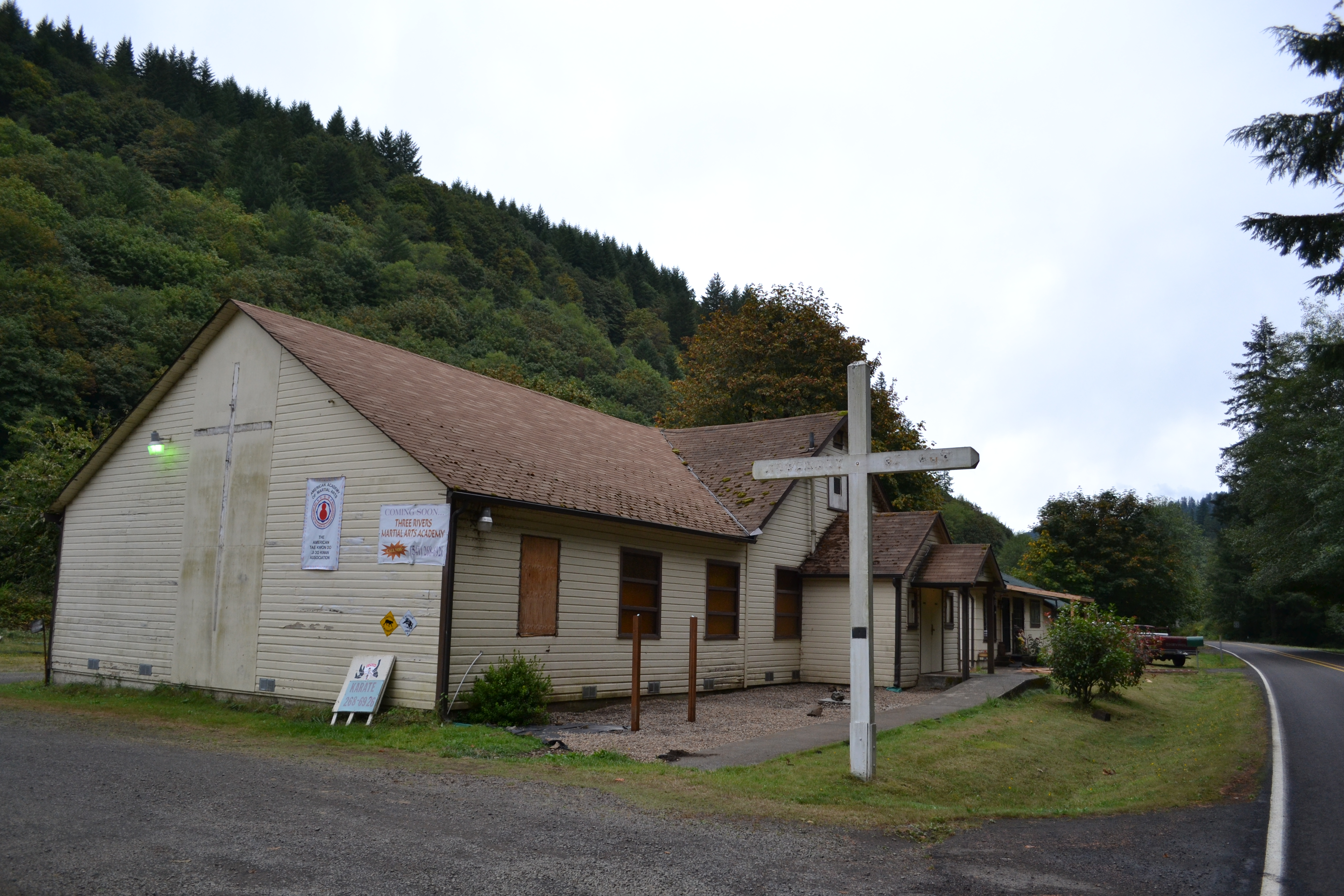
Một nhà thờ cũ ở Tide, Oregon nay được chuyển đổi thành trung tâm huấn luyện võ thuật.

Vành đai Không giáo phái (Unchurched Belt) là một thuật ngữ ám chỉ một vùng địa lý ở miền Tây Hoa Kỳ có tỉ lệ tham gia các hoạt tôn giáo thấp.
Thuật ngữ này lần đầu tiên được sử dụng bởi Roney Stark và William Sims Bainbridge vào năm 1985 nhằm miêu tả vùng Duyên hải Tây Hoa Kỳ, khi họ nhận thấy rằng các bang California, Oregon, and Washington có tỉ lệ giáo dân thuộc dạng thấp nhất trong năm 1971 và tỉ lệ này không thay đổi mấy trong giai đoạn 1971-1980. Tuy nhiên từ năm 1980, tỉ lệ giáo dân ở California đã tăng nhiều và đến năm 2000 khu vực này có tỉ lệ giáo dân cao hơn so với một số bang ở vùng Đông Bắc và Trung Tây. Một số cộng đồng tôn giáo cũng đã không được tính đến trong cuộc khảo sát.
Cho đến năm 2006, có 6 bang của Hoa Kỳ được báo cáo là có tỉ lệ giáo dân thấp nhất nước, đó là Oregon, Washington, Alaska, Nevada,  Maine, và Virginia Tây. Mặc dù là bang có tỉ lệ tín đồ thấp, tuy nhiên tỉ lệ người tham gia các lễ nhà thờ ở Virginia Tây nằm ở trên mức trung bình. Cũng vào năm 2006, Tổ chức Gallup báo cáo rằng, trong số 48 tiểu bang Hoa Kỳ ở đại lục, tỉ lệ dân chúng tham dự các nghi lễ nhà thờ thấp nhất là ở Nevada và các bang Connecticut, New Hampshire, Vermont, Rhode Island, Massachusetts, Maine ở vùng New England. Tỉ lệ tham dự các lễ nhà thờ hơi hơi cao hơn ở các bang miền Tây như Oregon, Washington, và California. Một khảo sát khác của Gallup vào năm 2008 so sánh mức độ của niềm tin vào Thiên Chúa trên nước Mỹ, thì cho thấy chỉ có 59% người dân vùng Tây Hoa Kỳ tin vào một Thiên Chúa, so sánh với 80% ở miền Đông Hoa Kỳ, 83% ở miền Trung Tây Hoa Kỳ và 86% ở miền Nam Hoa Kỳ.
Vẫn có nhiều tranh cãi cho rằng liệu vùng Tây Hoa Kỳ có phải vẫn là khu vực "không tôn giáo" nhất nước hay không, tự vì vùng New England lại là nơi đứng nhất về tỉ lệ dân chúng không thuộc tôn giáo nào. Trên mức độ tiểu bang, người ta cũng không rõ liệu bang "không tôn giáo" nhất có thuộc vùng New England hay không hay thực ra nằm ở vùng Tây Hoa Kỳ, vì căn cứ theo kết quả Khảo sát Nhận diện Tôn giáo Hoa Kỳ (American Religious Identification Survey - ARIS) do Viện nghiên cứu Chủ nghĩa thế tục trong văn hóa và xã hội thực hiện, Vermont là bang đứng nhất với 34% dân số tự nhận là không theo tôn giáo nào, nhưng một cuộc thăm dò ý kiến dư luận của Gallup vào năm 2009 cho thấy Oregon mới là bang có tỉ lệ dân chúng "không theo tôn giáo nào, vô thần, hay bất khả tri" là cao nhất - 24,6%.